# Prodidomus lampei
Prodidomus lampei är en spindelart som beskrevs av Embrik Strand 1915. Prodidomus lampei ingår i släktet Prodidomus och familjen Prodidomidae.
Artens utbredningsområde är Namibia. Inga underarter finns listade i Catalogue of Life.